# سيد اكينز
سيد اكينز (بالإنجليزية: Sid Akins)‏ هو لاعب كرة قاعدة أمريكي، ولد في 14 نوفمبر 1962 في Tyndall Air Force Base ‏ في الولايات المتحدة.

## وصلات خارجية
- سيد اكينز على موقعبيزبول رفرنس.كوم (الدوري الثانوي) (الإنجليزية)
- سيد اكينز على موقع أوليمبيديا (الإنجليزية)